# 모델솔루션
모델솔루션(Model Solution)은 1993년 설립된 프로토타입 전문 대한민국 기업이다. 핸드폰, 노트북 등 IT 분야의 디바이스와 의료 기기 등의 신제품 출시 이전 시제품을 제작한다. 대표이사는 우병일이며 한국타이어그룹이 2018년에 영국 전자부품회사 레어드의 자회사였던 모델솔루션을 인수했다.